# Magneet

Magneetveldlijnen rondom een staafmagneet

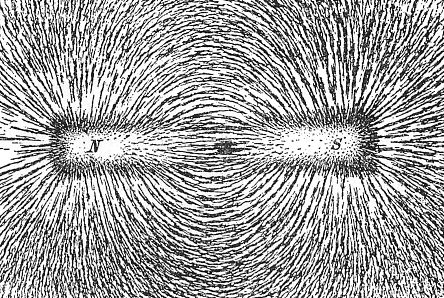
IJzervijlsel op papier uitgestrooid dat zich in overeenstemming met de magneetveldlijnen rondom een staafmagneet heeft gericht

Een magneet (Oudgrieks λίθος μάγνης , lithos Magnes, "Steen uit Magnesia", zie het mineraal magnetiet) is een voorwerp dat een magnetisch veld produceert.
Een permanente magneet bestaat uit magnetisch of gemagnetiseerd materiaal, dat op grond van dit magnetisme voorwerpen van ferromagnetisch materiaal aantrekt en andere magneten aantrekt of afstoot. Dit fenomeen wordt veroorzaakt door een magnetisch veld dat door de permanente magneet wordt opgewekt. Een magneet heeft twee plaatsen (polen) waar de magneetwerking het sterkst is en wordt daarom ook dipool genoemd. Door het aardmagnetisch veld wijst een vrij opgehangen magneet naar de geomagnetische noordpool. Die plaats op de magneet wordt de noordpool genoemd.
Magnetische materialen zijn onder meer ijzer, nikkel en kobalt. Zij bestaan uit magnetische atomen, die hun magnetische eigenschap ontlenen aan twee valentie-elektronen met een parallelle spin.
Een tijdelijke magneet is een magneet waarvan het magnetische veld uitsluitend en onmiddellijk wordt veroorzaakt door een uitwendig magnetisch veld, zonder significante geheugeneffecten.
Naast permanente en tijdelijke magneten bestaan er ook elektromagneten: elektronische componenten die een magnetisch veld produceren wanneer er een stroom doorheen vloeit.

## Grondbeginselen
Wegens de derde wet van Maxwell worden magnetische velden opgewekt door bewegende elektrische ladingen (elektrische stroom) en door verandering van elektrische verplaatsing. Bij wat we magneten noemen, veronderstellen we normaal geen langdurige verandering van elektrische verplaatsing en wordt het magneetveld opgewekt door bewegende ladingen. Dat kunnen bewegingen van elektronen op kleine schaal zijn (gebieden van Weiss in een permanente magneet zijn typisch niet groter dan 1 micrometer), maar ook macroscopische elektrische stromen doorheen een geleidende draad, die bij een elektromagneet vaak in een cirkel- of spiraalvorm gewikkeld is.
De richting en sterkte van magnetische krachten kan men met behulp van veldlijnen aanschouwelijk weergeven. Wegens de tweede wet van Maxwell is het magnetische veld divergentievrij; dat wil zeggen dat de veldlijnen gesloten krommen zijn die binnen in de magneet gewoon doorlopen. Een magneet brengt een magnetisch veld teweeg en wordt tevens door dit magnetisch veld doorstroomd. De oppervlakken die worden doorkruist door de overgrote meerderheid van het magnetische veld, noemt men de polen van de magneet; volgens de conventie komen de veldlijnen aan de "zuidpool" (meestal in het groen weergegeven) in de magneet binnen en verlaten de veldlijnen de magneet aan de "noordpool" (rood).
Men maakt een onderscheid tussen permanente magneten en elektromagneten. In beide gevallen komen de magnetisch werkende stoffen tot expressie.
Magnetische monopolen (enkelvoudige noord- of zuidpolen zonder hun tegenhanger) hebben op dit moment een speculatief karakter. Men heeft nog nooit experimenteel kunnen aantonen dat zij bestaan. Recente experimenten zouden hier echter verandering in kunnen brengen.

## Aantrekkingskracht

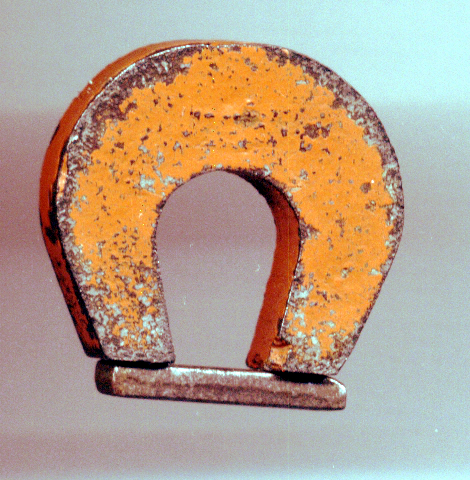
Een hoefijzermagneet met een beschermend plaatje over de polen

Twee magneten oefenen op elkaar een kracht uit. Zo zullen twee gelijk georiënteerde magnetische dipolen die in elkaars verlengde liggen, elkaar aantrekken, terwijl tegengesteld georiënteerde dipolen elkaar afstoten: dit heet "gelijke polen stoten elkaar af, tegengestelde polen trekken elkaar aan". Deze krachten kunnen verklaard worden door de lorentzkracht die het magnetisch veld van de ene magneet uitoefent op de elektronen van de andere magneet.
Een afzonderlijke magneet trekt ferromagnetische materialen zoals ijzer aan, zelfs als die materialen niet op voorhand gemagnetiseerd zijn. Zowel de noord- als de zuidpool van de magneet oefent in dit geval een aantrekkingskracht uit, nooit een afstoting. Dit kan verklaard worden doordat het veld van de magneet het materiaal tijdelijk magnetiseert, en wel altijd in de zin die de tijdelijke dipool zodanig oriënteert dat hij aangetrokken wordt.
Andere materialen kunnen eveneens worden aangetrokken (paramagnetisme) of afgestoten (diamagnetisme) maar die krachten zijn vele ordes van grootte zwakker dan de typische aantrekking van ferromagnetische voorwerpen. Water is diamagnetisch, en de meeste levende wezens worden dus lichtjes afgestoten door zeer sterke magneten.
Een hoefijzermagneet is een gemagnetiseerde gebogen ijzeren staaf waarvan de beide polen dezelfde kant op wijzen. Dit is een praktische vorm om min of meer vlakke stukken ijzer tegelijkertijd met de beide polen aan te trekken. Bovendien kan een dergelijke permanente magneet beter beschermd worden tegen demagnetisatie door ze te bewaren met een plaat ferromagnetisch materiaal die met beide polen contact maakt.

## Permanente magneet

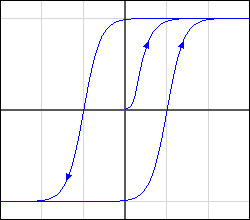
Combinatie van hysterese en verzadiging van magnetisme in ferromagnetisch materiaal. Op de horizontale as staat de externe veldsterkte, op de verticale as de magnetisatiegraad van de ferromagneet.

Permanente magneten behouden na een magnetisatie gedurende lange tijd hun magnetische eigenschappen. Zij worden heden ten dage vervaardigd uit metaallegeringen ijzer, nikkel en aluminium, met toevoegingen van kobalt, mangaan en koper of keramische stoffen met magnetische eigenschappen (zoals barium- of strontiumhexaferriet). Door deze stoffen te sinteren kan men uit lanthaniden (zeldzame aarden), zoals samarium-kobalt of neodymium-ijzer-boor, bijzonder sterke permanente magneten vervaardigen. Men gebruikt permanente magneten in dynamo's, kompassen (de magneetnaald), in elektromotoren, in meetinstrumenten, zoals draaispoelmeters, in luidsprekers en koptelefoons en in veel andere moderne apparaten, zoals harde schijven, sensoren en metaalafvalscheidapparaten.
De werking van een permanente magneet berust op hysterese, dat wil zeggen dat de magnetisatie van de ferromagneet op een gegeven moment niet alleen afhangt van de externe magnetische veldsterkte op dat moment, maar ook van de externe veldsterkte in het verleden.
Het aanleggen van een extern magnetisch veld zorgt voor magnetische oriëntatie van een deel van de gebieden van Weiss in de ferromagneet. Een sterker magnetisch veld oriënteert een groter aantal gebieden van Weiss, totdat verzadiging optreedt wanneer de meeste of alle gebieden van Weiss volgens het externe magnetische veld zijn gericht. Nog verdere versterking van het veld heeft geen verdere invloed op de magnetisatie, die dan totaal is.
Bij het geleidelijk omkeren van het externe magnetische veld heroriënteren de gebieden van Weiss zich gaandeweg. De verandering in magnetisatie treedt evenwel niet op nabij magnetische veldsterkte nul, maar pas nadat het omgekeerde magnetisch veld opnieuw een zekere sterkte heeft. Bij afwezigheid van een extern magnetisch veld "herinneren" de meeste gebieden van Weiss zich dus de laatste oriëntatie van het externe veld voor het wegviel.
In de jaren 60 werd het geheugeneffect van kleine ringvormige ferrietmagneetjes letterlijk gebruikt voor de constructie van relatief snel toegankelijke computergeheugens. Geluidsbanden, videocassettes, diskettes en harde schijven gebruikten ferromagnetisme om analoge of digitale informatie permanent op te slaan.

## Tijdelijke magneet
De meeste stoffen bevatten bewegende elektronen en ondergaan dus een of andere invloed van uitwendige magnetische velden. Dit effect is het sterkst bij ferromagnetische materialen, die ogenblikkelijk zelf veranderen in een magneet. Een stukje niet-gemagnetiseerd ijzer in de nabijheid van een permanente magneet wordt zelf een magneet met dezelfde oriëntatie, zodat de permanente magneet het stukje ijzer aantrekt.
Bij niet-ferromagnetische materialen is het tijdelijke magnetische effect veel zwakker. Enerzijds zijn sommige materialen bij niet al te hoge temperaturen paramagnetisch: de afzonderlijke moleculen zijn kleine magneetjes en richten zich naar het uitwendige veld. Paramagnetische materialen worden door een permanente magneet lichtjes aangetrokken, hoewel het effect te klein is om in het dagelijks leven op te vallen. Paramagnetisme komt voor bij materialen die ongepaarde elektronen hebben, zoals platina en zuurstof.
Anderzijds zijn alle materialen diamagnetisch: het uitwendige veld beïnvloedt de baansnelheid van de elektronen waardoor die een tegengesteld magnetisch veld opwekken. Diamagnetisme is nog zwakker dan paramagnetisme, zodat het alleen kan worden vastgesteld bij materialen die geen paramagnetisme vertonen, zoals diamant, lood en stikstof. Diamagnetische materialen worden door een permanente magneet heel lichtjes afgestoten.

## Elektromagneet
Elektromagneten bestaan over het algemeen uit een of meer stroom voerende spoelen met een kern uit een zacht magnetisch materiaal, in het eenvoudigste geval uit weekijzer. Deze opstelling leidt tot een sterk magnetisch veld, zie elektromagnetisme. Men maakt in tal van kleine en grote technische installaties gebruik van elektromagneten. Voorbeelden zijn van buiten in werking gezette elektromotoren en elektrische generatoren, relais, magneetschakelaars, trein-, hef- en stootmagneten en elektrische deuropeners.
Met elektromagnetische filters kunnen ferromagnetische vaste stoffen uit vloeistoffen worden gescheiden. Deze vaste deeltjes bestaan voornamelijk uit ijzeroxides. In systemen met circulerend water worden ferromagnetische vaste stoffen bijvoorbeeld uit het condenswater van energiecentrales en het circulatiewater van stadsverwarmingsnetten gefilterd.

## De Aarde als magneet
De Aarde gedraagt zich als een grote magneet waarvan de dipool op ongeveer 9,5° na evenwijdig loopt met de aardas. Het precieze mechanisme van de opwekking van het aardmagnetisme vormt nog het voorwerp van discussie en onderzoek, maar vast staat dat de samenstelling van de binnenkern uit nikkel en ijzer een rol speelt.
Doordat de definitie van de noord- en zuidpool van een magneet historisch vastgelegd is in termen van de zin waarin een kompasnaald zich richt, is bij de Aarde zelf de benaming omgekeerd: de geomagnetische noordpool, dat wil zeggen de magnetische pool van de Aarde die dicht bij de geografische noordpool ligt, is de zuidpool van de Aarde als magneet.

## Natuurlijke permanente magneten
Het ferromagnetische mineraal magnetiet kan door een nabije blikseminslag een permanente magneet worden. Dergelijke stenen, reeds beschreven in de Oudheid, hadden de nuttige eigenschap dat ze vrij draaiend steeds dezelfde richting uitwezen. Deze vroege versies van het magnetisch kompas kregen in het Nederlands de naam zeilstenen. Tot aan de ontdekking van het elektromagnetisme waren zeilstenen de enige praktische manier om een kompasnaald te magnetiseren.